# برکای هاردال
برکای هاردال (انگلیسی: Berkay Hardal؛ زادهٔ ۱۸ نوامبر ۱۹۹۶) بازیگر اهل ترکیه است. وی از سال ۲۰۱۷ میلادی تاکنون مشغول فعالیت بوده‌است.